# Чанчунь
Чанчу́нь (кит. упр. 长春, пиньинь Chángchūn) — город субпровинциального значения в провинции Гирин КНР, место пребывания властей провинции.

## География
Чанчунь расположен в центре равнины Сунляо. Общая площадь на 2008 год составляла (20 571 км²), включая муниципальные земли (2583 км²) и муниципальные площади в 159 км². Город находится на высоте 250—350 м над уровнем моря. Город расположен в центре трёх северо-восточных провинций на перекрёстке третьего «Европейско-Азиатского континентального моста». В 20 км к юго-востоку от центра находится озеро Цзиньюэтань (Озеро Чистой Луны) с парком в 96 км².

### Климат
В городе умеренный муссонный климат с сухой морозной зимой и влажным жарким летом.
| Показатель                                                                          | Янв.  | Фев.  | Март | Апр. | Май  | Июнь | Июль  | Авг.  | Сен. | Окт. | Нояб. | Дек.  | Год   |
| ----------------------------------------------------------------------------------- | ----- | ----- | ---- | ---- | ---- | ---- | ----- | ----- | ---- | ---- | ----- | ----- | ----- |
| Средний суточный максимум, °C                                                       | −5,2  | −1,7  | 6,4  | 16,0 | 23,2 | 27,1 | 29,0  | 28,3  | 23,5 | 15,9 | 5,7   | −2,2  | 13,9  |
| Средняя температура, °C                                                             | −11,5 | −7,8  | 0,7  | 9,8  | 17,2 | 21,7 | 24,5  | 23,6  | 17,3 | 9,5  | 0,3   | −7,9  | 8,1   |
| Средний суточный минимум, °C                                                        | −16,6 | −13,1 | −4,4 | 3,8  | 11,1 | 16,6 | 20,4  | 19,3  | 11,9 | 4,1  | −4,2  | −12,5 | 3,1   |
| Норма осадков, мм                                                                   | 6,7   | 8,1   | 16,3 | 42,8 | 55,1 | 86,8 | 166,5 | 157,4 | 76,8 | 42,2 | 17,1  | 8,6   | 684,4 |
| Источник: Гонконгская обсерватория. www.hko.gov.hk. Дата обращения: 13 января 2019. |       |       |      |      |      |      |       |       |      |      |       |       |       |

## История
В 1800 году в этих местах был образован «Чанчуньский комиссариат» (кит. трад. 長春廳, упр. 长春厅). В 1825 году границы комиссариата были расширены. В местных хрониках сказано: «У местных торговцев лавки широкие (куань), поэтому вместо двух иероглифов Чанчунь часто пишут только один иероглиф — куань». В результате тогдашний Чанчунь был больше известен как Куаньчэнцзы (кит. трад. 	
寬城子, упр. 宽城子, буквально: «широкий город»). В 1889 году Чанчуньский комиссариат был повышен до статуса Чанчуньской управы (кит. трад. 長春府, упр. 长春府).
Рост города начался в связи со строительством южной ветки Харбин — Порт-Артур (Люйшунь) Китайско-Восточной железной дороги. Железная дорога пришла сюда в мае 1898 года. Железнодорожная станция была выстроена севернее городка Куаньчэнцзы (современный район Наньгуань), и получила такое же название. В районе железнодорожной станции начал развиваться современный город, который со временем и стали называть Куаньчэнцзы (современный район Куаньчэн), а старый Куаньчэнцзы стали называть Чанчунем по названию управы.
Русское поселение находилось отдельно и насчитывало 3 тыс. человек. Во время Боксёрского восстания 1900 года город был подожжён, разрушено несколько зданий. После этого возле западной стены был поставлен военный лагерь.
После поражения России в войне с Японией по Портсмутскому мирному договору Чанчунь попал в зону контроля Японии и стал одним из основных центров японского присутствия в южной Маньчжурии.
Железная дорога от Чанчуня на юг была также передана Японии, образовав Южно-Манчжурскую железную дорогу (ЮМЖД); от Куаньчэнцзы начиналась находившаяся под российским контролем КВЖД. Из-за разницы в ширине колеи, в городе работало большое количество носильщиков между двумя станциями.

План города (1932 г.)
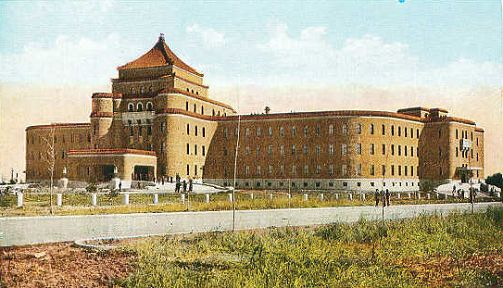
Здание суда (1930-е годы)
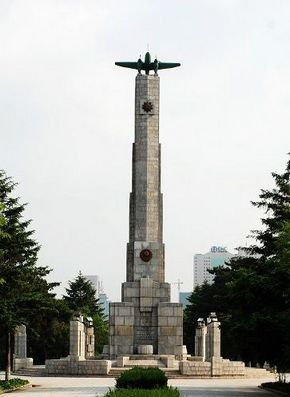
Памятник советским лётчикам на Народной площади

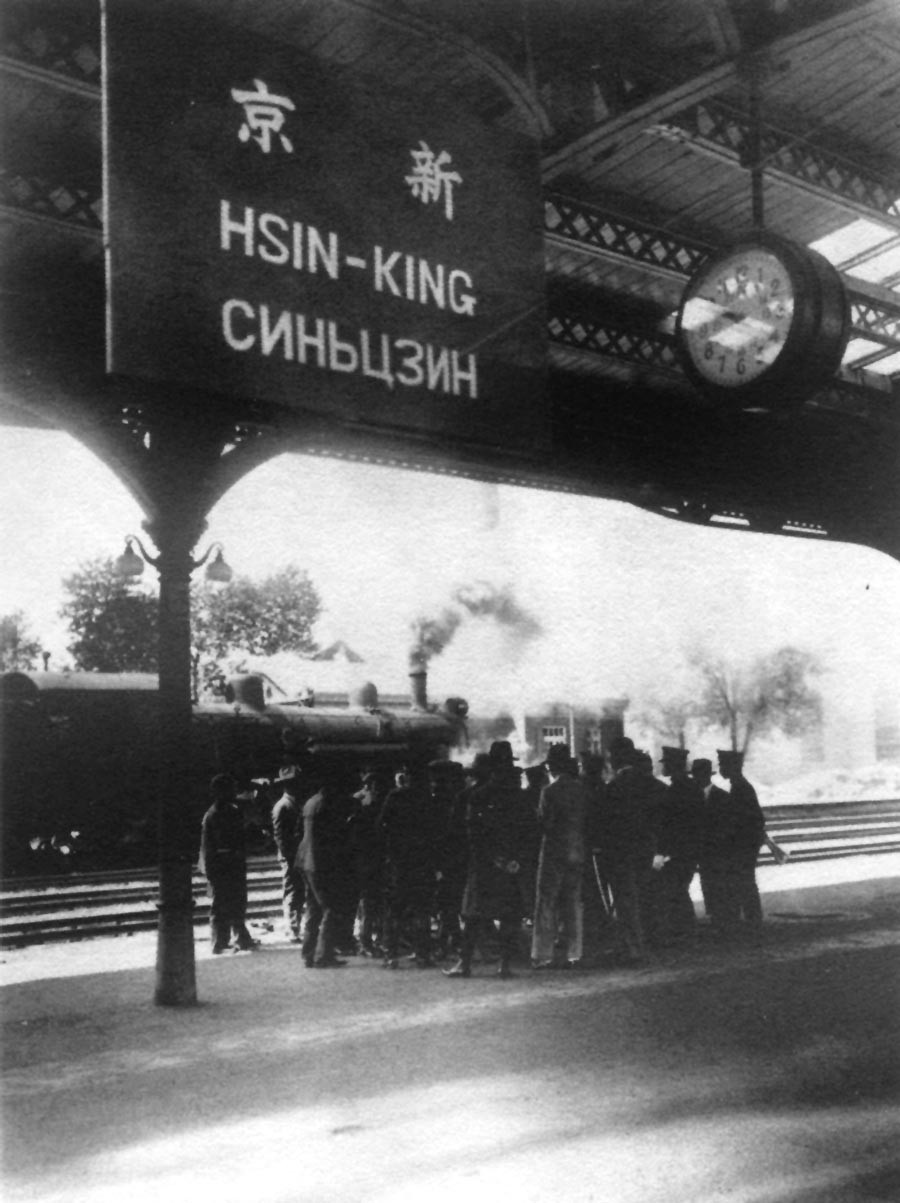
Вокзал в Синьцзине в 1930-х гг.

Эмблема Синьцзина

Японцы приобрели через Mitsui Trading Co. землю в городе, и вместе с аннексированными участками к 1905 году власти объявили её коммерческим районом, находящимся в пользовании Японии. В нём, начиная с 1907 года, по плану Гото Симпея осуществлялась колониальная застройка города. Согласно плану 15 % занимали жилые дома, 33 % коммерческие постройки, 33 % хозяйственные постройки и 9 % парки. В планировании также учитывались стоянки для русских дрожек.
После Синьхайской революции в Китае была проведена реформа структуры административного деления, в ходе которой были упразднены управы и области, а комиссариаты были превращены в обычные уезды. В ходе этой реформы территория, ранее напрямую подчинённая Чанчуньской управе, была в 1913 году преобразована в уезд Чанчунь. С 1920 года в уезде началось строительство городской инфраструктуры, однако официально уезд Чанчунь был преобразован в город лишь при японской оккупации, с 1 января 1932 года.
С 14 марта 1932 года Чанчунь под названием Синьцзин (яп. 新京 синкё:, «новая столица») являлся столицей государства Маньчжоу-го. Японская часть города неофициально называлась «Бобовый город», благодаря торговле соей и зерном, главное место в которой занимала Mitsui & Co..
В 1934 г. был утверждён генеральный план Синьцзина. Во время японской оккупации недалеко от города дислоцировался «Отряд 100».
Был взят советскими войсками в августе 1945 году в результате Маньчжурской операции. 20 декабря 1945 года Синьцзин был официально переименован обратно в Чанчунь.
Во время Гражданской войны в Китае гоминьдановское правительство сосредоточило около 100 тысяч войск в Чанчуне; город был взят китайскими коммунистами 10 октября 1948 после 5-месячной осады.
В настоящее время один из центров машиностроительной промышленности Китая.
Постановлением Госсовета КНР от 19 июня 2020 года под юрисдикцию властей Чанчуня из состава городского округа Сыпин был передан городской уезд Гунчжулин.
14 марта 2022 года из-за вспышки коронавируса Чанчунь оказался в строгом локдауне.

## Административно-территориальное деление
Город субпровинциального значения Чанчунь делится на 7 районов, 3 городских уезда, 1 уезд:
| Карта                                                                              | Карта     | Карта     | Карта           | Карта            | Карта         |
| ---------------------------------------------------------------------------------- | --------- | --------- | --------------- | ---------------- | ------------- |
| Наньгуань Куаньчэн Чаоян Эрдао Луюань Шуанъян Цзютай Нунъань Юйшу Дэхуэй Гунчжулин |           |           |                 |                  |               |
| Статус                                                                             | Название  | Иероглифы | Пиньинь         | Население (2020) | Площадь (км²) |
| Район                                                                              | Чаоян     | 朝阳区    | Cháoyáng qū     |                  | 379           |
| Район                                                                              | Наньгуань | 南关区    | Nánguān qū      |                  | 497           |
| Район                                                                              | Куаньчэн  | 宽城区    | Kuānchéng qū    |                  | 877           |
| Район                                                                              | Эрдао     | 二道区    | Èrdào qū        |                  | 965           |
| Район                                                                              | Луюань    | 绿园区    | Lùyuán qū       |                  | 301           |
| Район                                                                              | Шуанъян   | 双阳区    | Shuāngyáng qū   |                  | 1663          |
| Район                                                                              | Цзютай    | 九台区    | Jiǔtái qū       |                  | 2875          |
| Городской уезд                                                                     | Дэхуэй    | 德惠市    | Déhuì shì       |                  | 3096          |
| Городской уезд                                                                     | Юйшу      | 榆树市    | Yúshù shì       |                  | 4691          |
| Городской уезд                                                                     | Гунчжулин | 公主岭市  | Gōngzhǔlǐng shì |                  | 4027          |
| Уезд                                                                               | Нунъань   | 农安县    | Nóng'ān xiàn    |                  | 5221          |

## Экономика

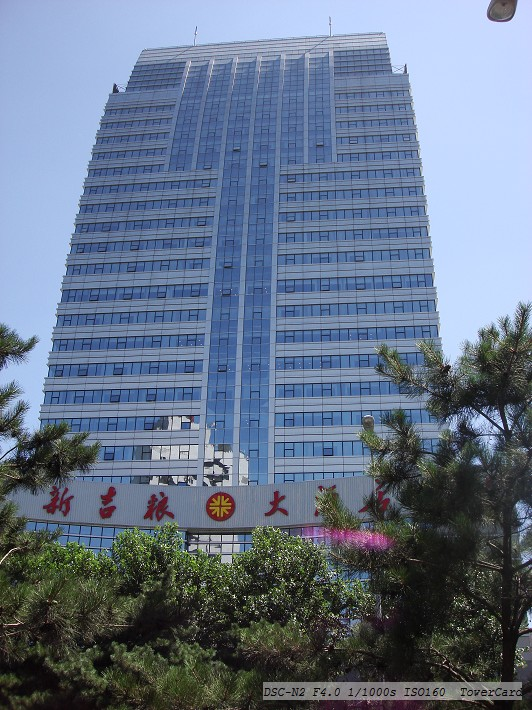
Гостиница в Чанчуне

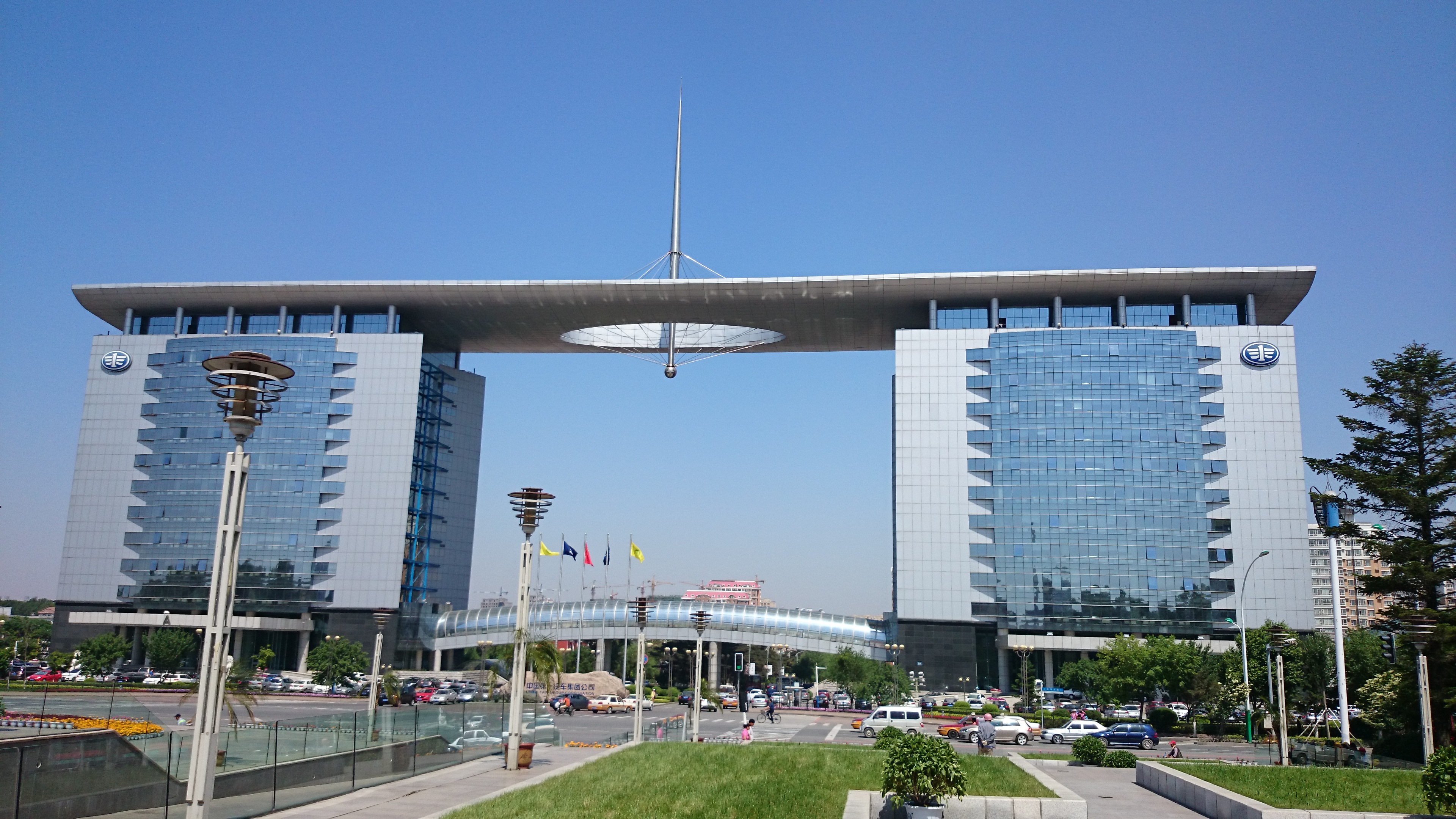
Штаб-квартира FAW Group

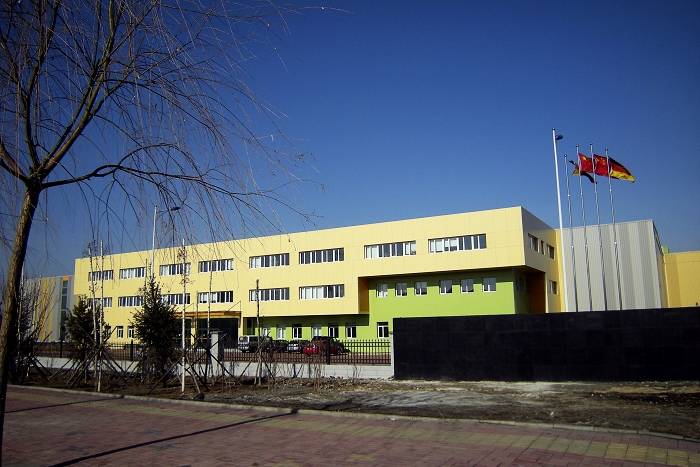
Завод ThyssenKrupp

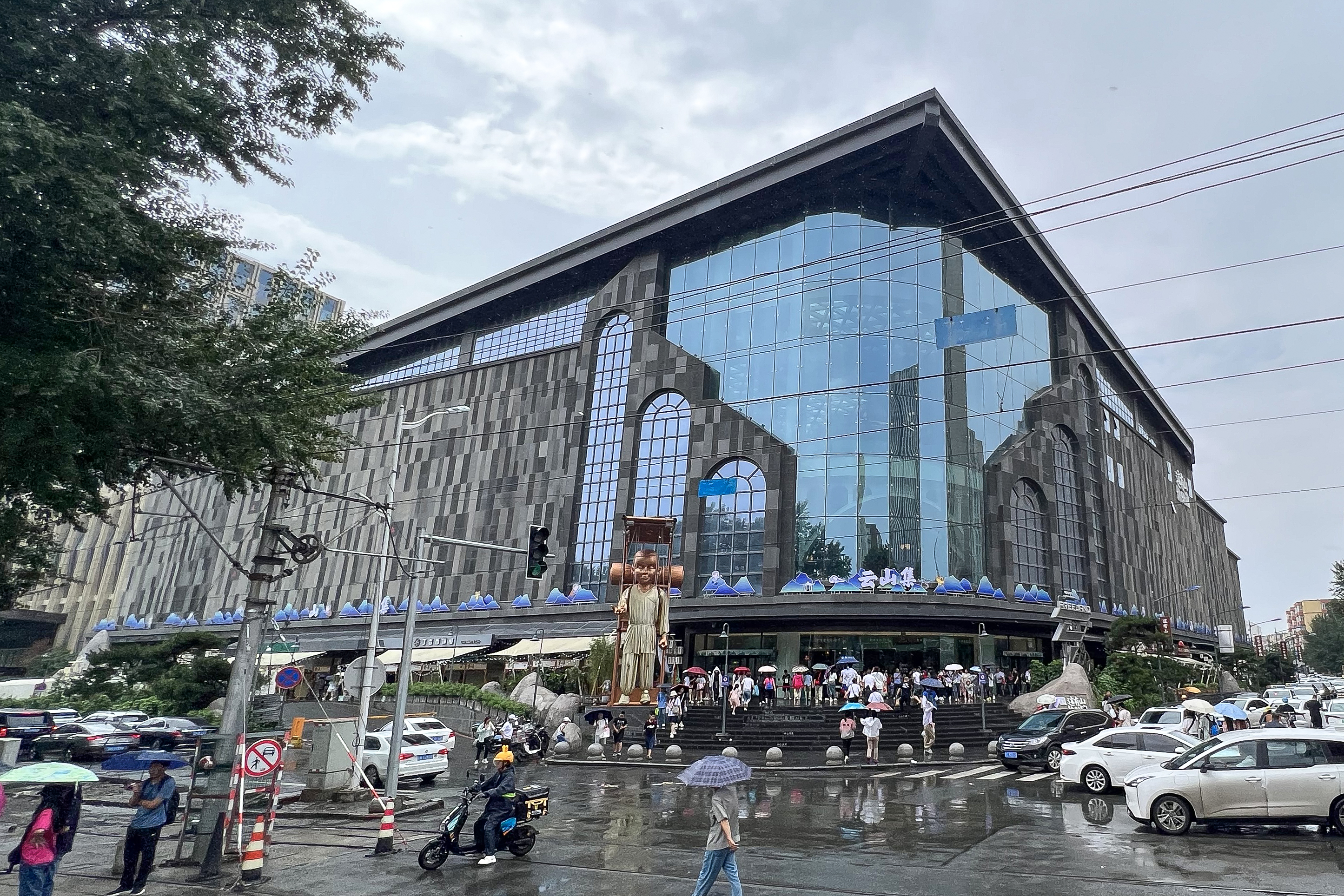
Торговый центр The Hill

В 2010 году ВВП достиг 332,9 млрд юаней, что составило 15,3 % годового роста. Первичный сектор экономики вырос на 3,3 % до значения 25,27 млрд юаней. Вторичный сектор экономики увеличил объём на 19,0 %, достигнув 171,99 млрд юаней, а третичный сектор увеличился на 12,6 % до 135,64 млрд юаней. 
Чанчунь — центр обрабатывающей промышленности. Город специализируется на пищевой, электронной, оптоэлектронной, биотехнологической, медицинской промышленности и энергетике; здесь производят стройматериалы, спутники дистанционного зондирования, оптические чипы, датчики изображения и промышленные лазеры. В 2023 году общий объем производства оптоэлектронной промышленности Чанчуня составил 75 млрд юаней (10,51 млрд долл. США), увеличившись на 10,6 % в годовом исчислении. Кроме того, Чанчунь — важнейший транзитный пункт на северо-востоке Китая.
В 1997 году в городе был основан Банк Цзилиня.
Чанчунь является крупным центром автомобилестроения (в 2009 году производство автомобилей в городе составило 9 % от общекитайского). В городе базируется компания First Automotive Works (FAW), а также совместные предприятия FAW с американской компанией General Motors, японской компанией Toyota и немецкими компаниями Volkswagen и Audi. Дочерние компании FAW Jiefang и FAW-GM Light Duty Commercial Vehicle производят в Чанчуне грузовики, пикапы, минивэны и внедорожники, FAW-Volkswagen Automobile — легковые автомобили, а Audi FAW NEV — электромобили. Всего на пяти заводах China FAW Group в Чанчуне работает около 7,5 тыс. человек. По итогам 2020 года FAW Group Corporation реализовала 3,7 млн автомобилей, что на 7,1 % больше, чем в 2019 году. В 2021 году компания продала 3,5 млн автомобилей, её операционная выручка достигла 707 млрд юаней (110,6 млрд долл. США).
Также в Чанчуне расположены завод аккумуляторов FAW / BYD, завод автомобильных комплектующих Vitesco Technologies, завод подвижного состава CRRC Changchun Railway Vehicles, завод устройств беспроводной оптической связи Guangke Technology.
В 2007 году создана акционерная компания с ограниченной ответственностью «Чанчуньский китайско-российский научно-технический парк», функционирующий на рыночной основе. Сформирован ряд китайско-российских совместных лабораторий, которые занимаются выращиванием грибов, освоением редкоземельных материалов, чистой энергии.
В сельских уездах Чанчуня выращивают кукурузу и пшеницу. 

### СЭЗразвития высоких и новых технологий
СЭЗ создана в 1988 году по аналогии с СЭЗ в Шэньчжэне и получила статус общегосударственной в 1991 году. После завершения создания инфраструктуры с конца 90-х началось бурное развитие зоны. Расположенная в южной части города, занимает общую площадь в 30 км². Включает 18 университетов и колледжей, 39 научно-исследовательских учреждений, 11 научных лабораторий. В зоне работают компании Ford, Itochu Co., Marubeni Co., Siemens, Goldlion Group.
Зона разрабатывает пять основных направлений: технологии биоинженерии, интеграция фотоэлектроники и механики, новые материалы, автомобили, электроника и информация.
Планируемая площадь к 2020 году — 210 км². В будущем зона станет частью экономической зоны Чанчунь—Цзилинь—Тумэнь.

### СЭЗ Технико-экономического развития

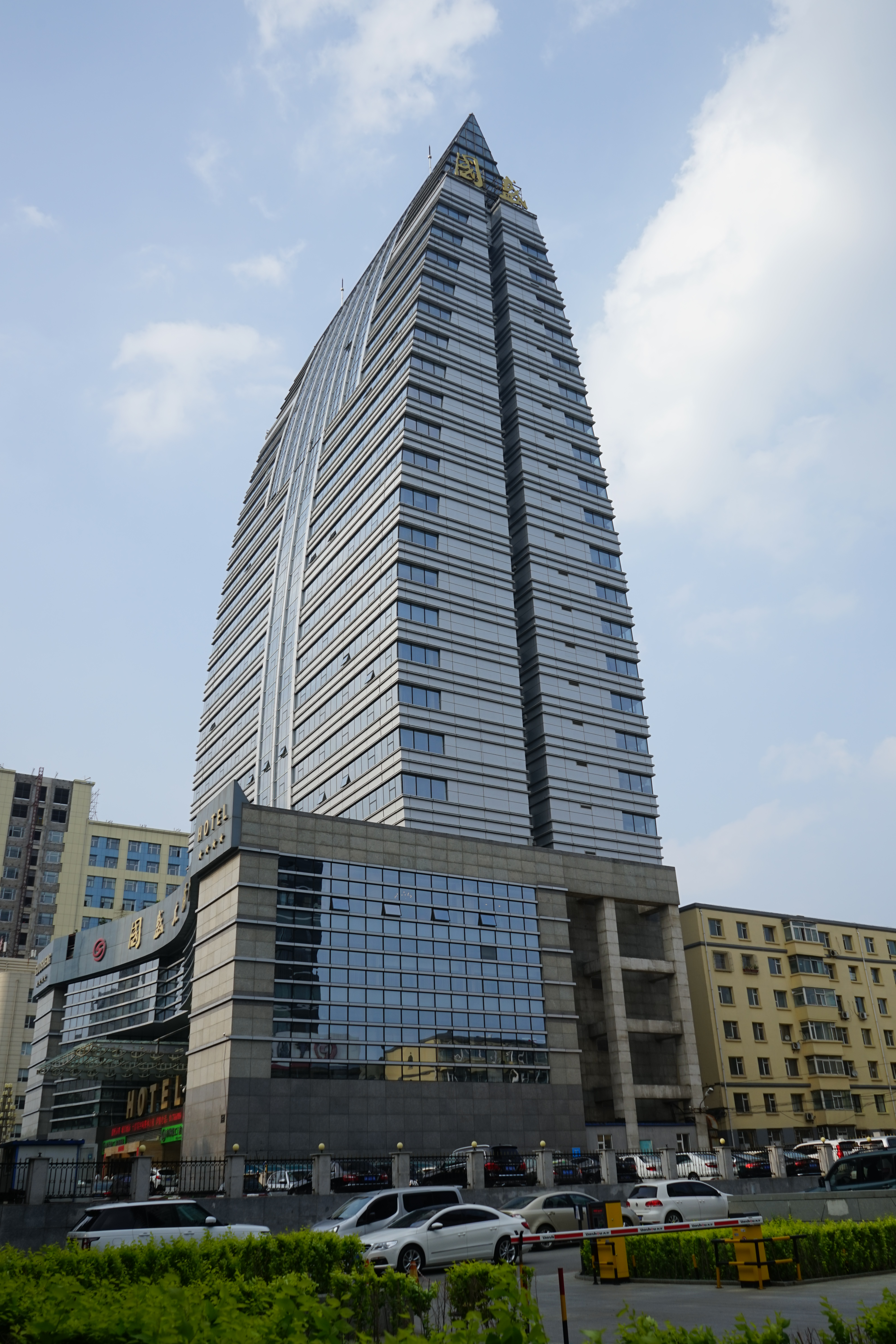
Baomi Tower

СЭЗ общегосударственного уровня. Занимает площадь 112 км², численность постоянного населения — 200 тыс. чел. К 2011 году в развитие зоны инвестируют 29 стран и регионов, 87 транснациональных компаний, в том числе 35 из списка крупнейших 500. Сформированы три основных направления развития: производство автомобилей и автозапчастей, биохимическая промышленность, промышленность сферы услуг.
В состав входят:
- Информационно-промышленный парк оптоэлектроники
- Промышленный парк биохимии
- Зона производства продовольствия (Coca-Cola, Pepsi-Cola, United Group и др.)
- Автопромышленный парк особого назначения (FAW Group, GM, Sany Heavy Industry, LiuGong, Komatsu Engineering Machinery)
- Парк по производству автозапчастей (FAW Bus, FAW GM, FAW Car, Fawer Automotive Parts, FAW Toyota Engine, Continental Vehicle Electronics, Rich Dimension — Johnson Controls Automotive interiors и др.)
- Парк связанной логистики
- Парк по производству оборудования (Sanding Transformer Manufacturing, KSM Casting, Power Equipment Manufacturing)
- Парк новейших технологий (нацелен на производстве новых материалов, энергии, информационных технологиях, медицине, защите окружающей среды и др.)

### Автомобильная зона экономики, торговли и развития
СЭЗ провинциального уровня. Основана в 1993 году как Чанчуньский центр торговли автомобилями, а в 1996 году преобразована в Чанчуньскую Автомобильную зону экономики, торговли и развития. Расположена в юго-западной части города рядом с China First Automobile Works Group Corporation и киностудии. Общая площадь зоны — 300 000 м².

### Зона освоения компьютерной техники
СЭЗ провинциального уровня.

### СЭЗ Развития туристического бизнеса
СЭЗ провинциального уровня. В пределах зоны располагаются туристические достопримечательности общенационального значения. Под юрисдикцией зоны развития находятся два городка, два лесничества, озеро Цзин-юэ, Чанчуньская киностудия и императорский дворец-музей. Там же расположены университетский городок Северо-восточного университета и туристический колледж Цзилиньского Университета. Занимает порядка 500 км². Возникла на основе Национального Парка, основанного в 1934 году. Расположена на западных склонах горы Чанбайшань.

## Транспорт
В городе действуют раритетный Чанчуньский трамвай и современная система линий легкорельсового транспорта (LRT), которая дополняется линиями обычного метро.
К скоростным автотрассам, проходящим через город, относятся Тунцзян — Санья, Пекин — Харбин, Чанчунь — Харбин, Чанчунь — Сыпин, Чанчунь — Гирин, Чанчунь — Инченцзы.
На расстоянии 31 км к востоку от Чанчуня находится Международный аэропорт Лунцзя, открытый в 2005 году. Он также обслуживает город Гирин. Первый в истории провинции аэропорт Дафаншэнь просуществовал с 1941 по 2005 гг.

### Железнодорожный
Три железнодорожных вокзала обеспечивают сообщение с соседними провинциями. Главный вокзал расположен на западном берегу реки Итунхэ, через которую проходит мост.
Важное значение имеют грузовые железнодорожные перевозки в Россию, Беларусь, Польшу и Германию (экспорт автомобильных запчастей, электронных компонентов, машиностроительной продукции и изделий легкой промышленности).

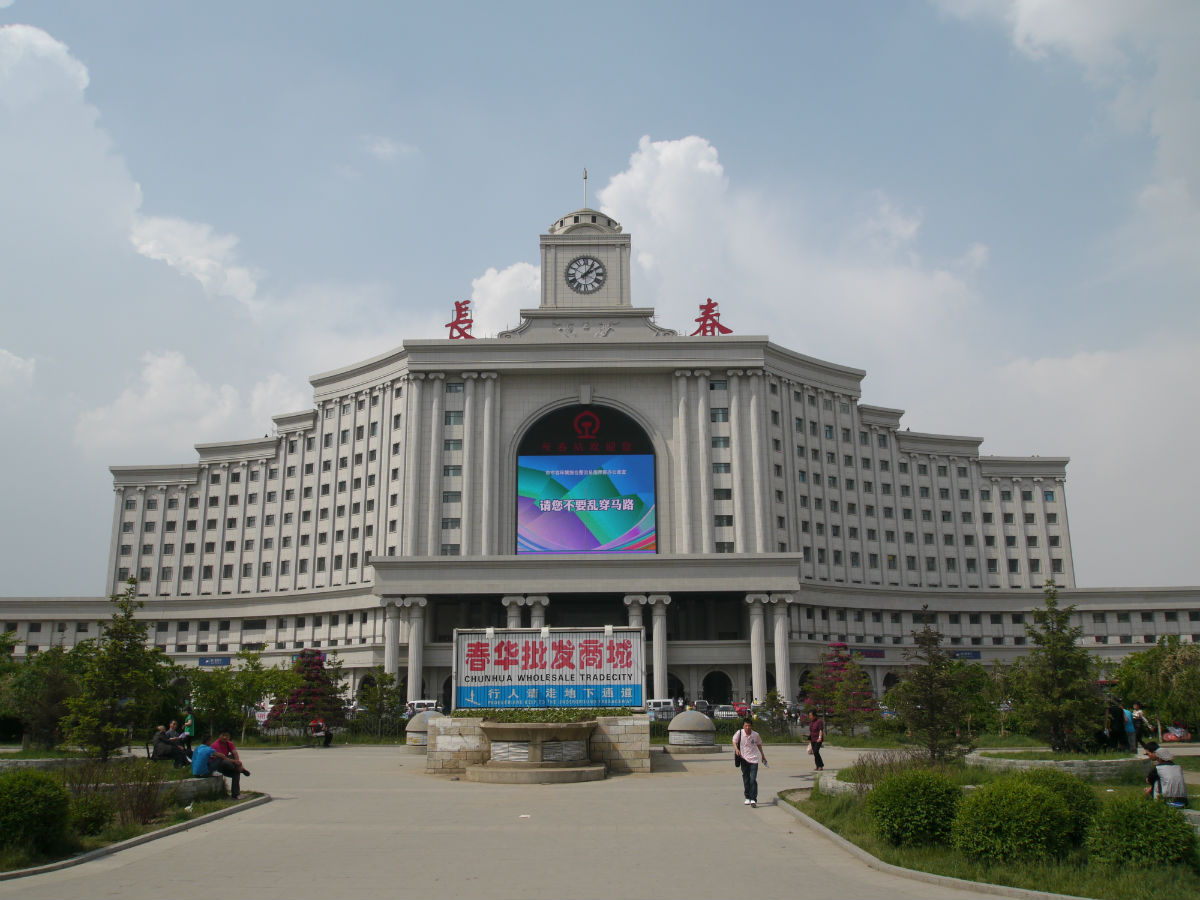
Вокзал
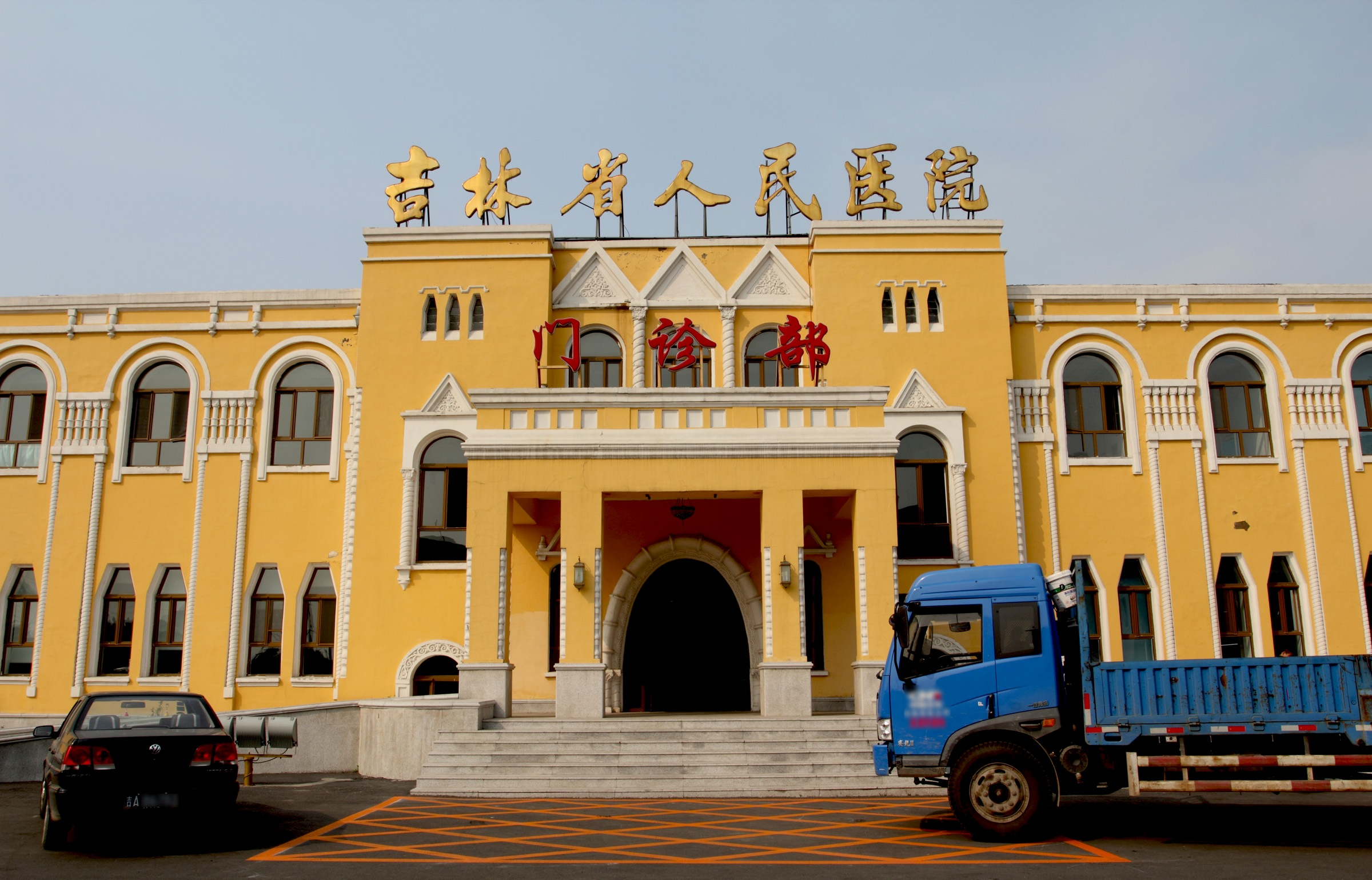
Бывший клуб Российской ж.д. станции (ныне больница)

## Культура

### Музеи

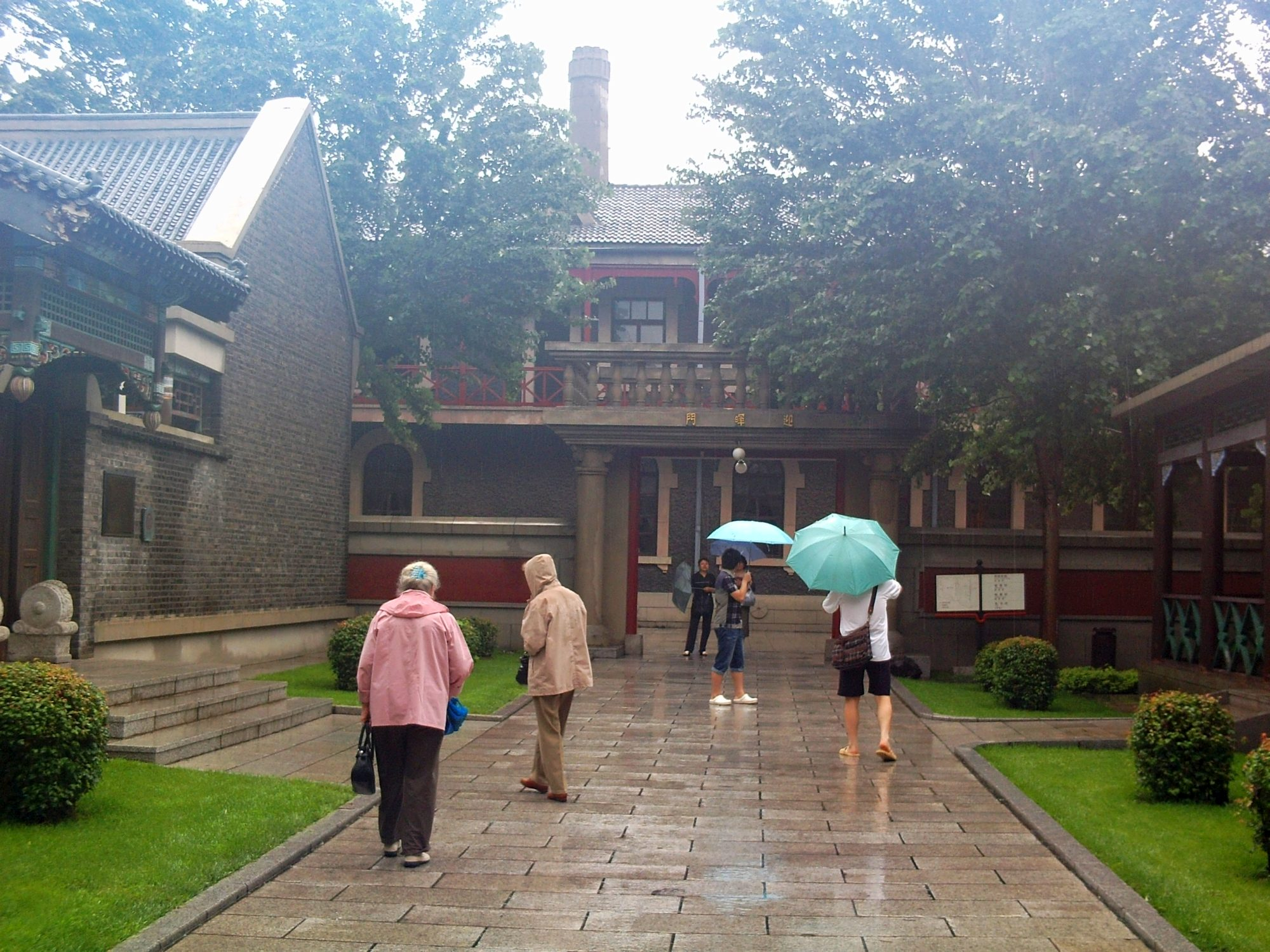
Императорский Дворец Маньчжоу-го

- Императорский Дворец Маньчжоу-го, «Дворец марионеточного императора или Вэйхуангун» — комплекс построек императорского дворца Пу И
- Музей культуры, искусства и науки
- Музей провинции Цзилинь
- Столицы и гробницы древнего королевства Когурё
- Музей естественной истории Цзилинь
- Музей каллиграфии
- Цзилиньский автомобильный музей
- Чанчуньский киногородок

### Парки и площади
- Парк Чаоян (朝陽公園) и малое озеро Наньху (小南湖)
- Парк Наньху (南湖公園) — крупнейший парк Чанчуня, площадь озера 920 тыс. м²[38]
- Народная площадь (人民广场, Женьминь), где сохраняется братская могила советских лётчиков
- Парк Победы (胜利公园)
- Культурная площадь (Вэньхуа), окружённая японскими зданиями начала XX века: Новый дворец императора Маньчжоу-го, бывшее Здание государственного совета и Здание военных дел[39].
- Детский парк (兒童公園)
- Парк Байшань (白山公園)
- Площадь Синьминь (дорожное кольцо)
- Чанчуньский парк мировой скульптуры (长春世界雕塑公园) (площадью 93 га); представлены реализм, абстрактный экспрессионизм, модернизм и постмодернизм[39]
- Автомобильный культурный парк (музей и торгово-выставочный центр)
- «Драгоценная пагода» эпохи династии Ляо, расположенная в 70 км от города, высотой 44 м
- Лесной парк Цзинъюэтань (長春淨月潭國家森林公園), расположенный в 15 км к юго-востоку; площадь — 150 км², в том числе зона акватории — свыше 430 га[40]
- Горнолыжный курорт Ляньхуашань[41]

### Кино
В городе расположена киностудия, открытая в 1949 году, и ежегодно проводится кинофестиваль в августе.

## Религия
- Буддийский монастырь «Божэ» (般若寺). Находится на северо-востоке Народной площади. Строительство этого монастыря началось в 1922 году. Площадь — 7200 м²[42].
- Католический Собор Святой Терезы
- Мечеть построена в 1824 году[43].
- Храм Вэнь, или Храм Конфуция (长春文庙). Построен в 1827 году[44].

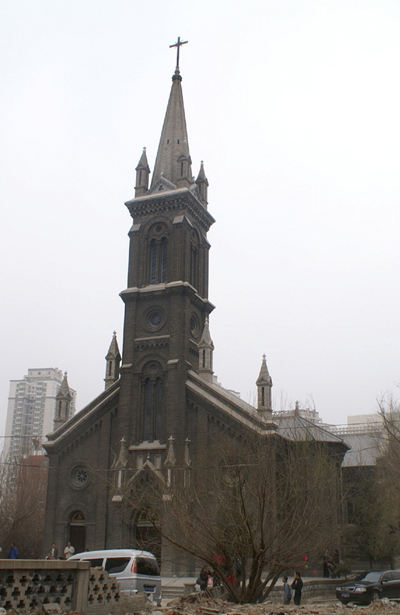
Собор Святой Терезы
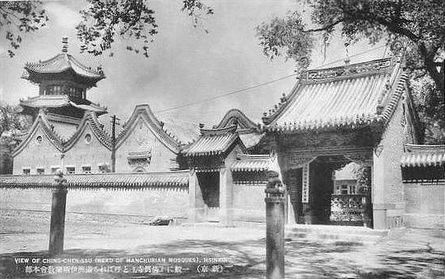
Мечеть (фото до 1945 г.)

## Известные личности
- Ма Чжаньшань — китайский генерал, противодействовавший японской интервенции в Маньчжурии
- Вань Фулинь — милитарист из Фэнтяньской клики, генерал-губернатор Хэйлунцзяна в 1928—1931 годах, участник японо-китайской войны
- Сюань Хуа — чаньский буддийский монах, важный деятель буддизма в Соединённых Штатах в XX веке
- Ли Сунджа (род. в 1939) — первая леди Республики Корея (1980—1988).
- Ли Юйган — китайский артист, исполнитель ролей женского амплуа «хуадань» (девушка в пестром наряде) в Пекинской опере
- Лю Сяобо — китайский правозащитник, лауреат Нобелевской премии мира 2010 года
- Ван Хао (теннисист) — китайский игрок в настольный теннис, многократный чемпион мира и многократный обладатель Кубка мира. Олимпийский чемпион 2008 года в команде и трёхкратный вице-чемпион Олимпийских игр в одиночном разряде (2004, 2008 и 2012)

## Города-побратимы

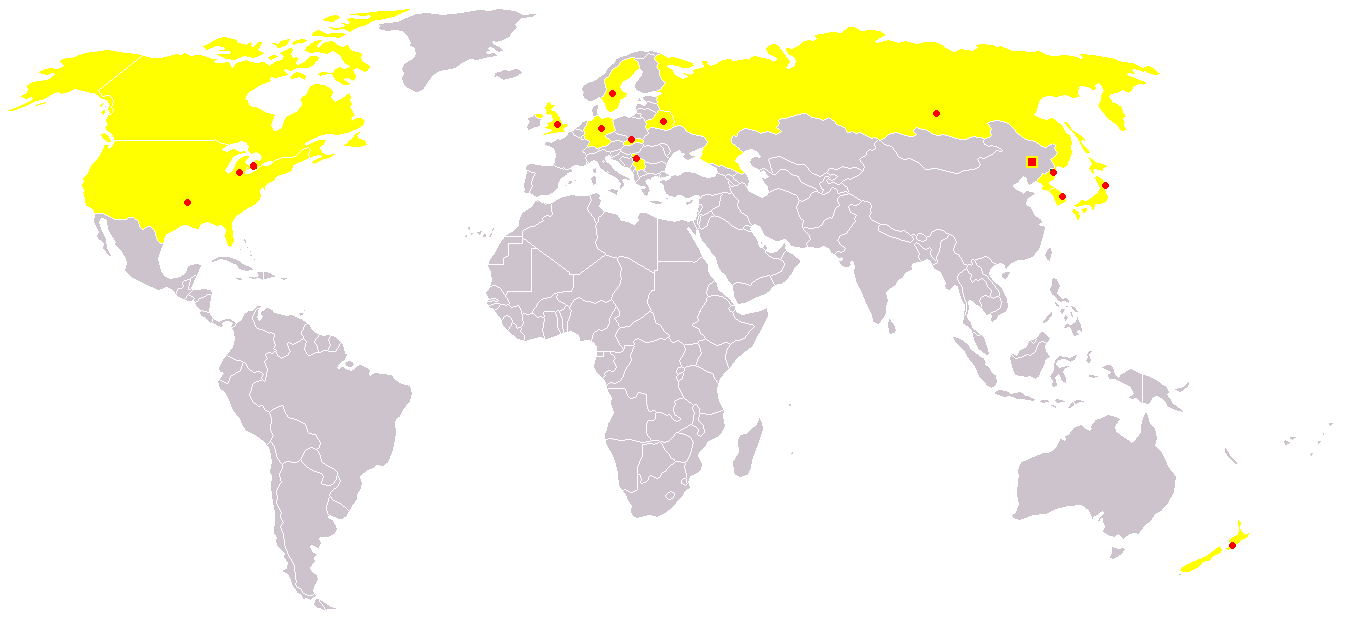
Города-побратимы Чанчуня на карте мира

Чанчунь имеет 15 городов-побратимов:
- Сендай, префектура Мияги, Япония (с 27 октября 1980)
- Нови-Сад, Южно-Бачский округ, Сербия (с 10 ноября 1981)
- Бирмингем, графство Уэст-Мидлендс, Великобритания (с 7 июля 1983)
- Флинт, штат Мичиган, США (с 8 июня 1985)
- Минск, Белоруссия (с 18 мая 1992)
- Уинсор, провинция Онтарио, Канада (с 25 августа 1992)
- Жилина, Жилинский край, Словакия (с 23 ноября 1992)
- Ульсан, Республика Корея (с 15 марта 1994)
- Литл-Рок, штат Арканзас, США (с 2 июня 1994)
- Мастертон[англ.], регион Веллингтон, Новая Зеландия (с 12 сентября 1996)
- Улан-Удэ, республика Бурятия, Россия (с 27 сентября 2000)
- Чхонджин, провинция Хамгён-Пукто, КНДР (с 25 октября 2003)
- Мура, лен Даларна, Швеция (с 1 января 2005)
- Вольфсбург, земля Нижняя Саксония, Германия (с 12 июня 2006)
- Красноярск, Красноярский край, Россия (2010)
- Белгород, Белгородская область, Россия

## Образование и наука
- Цзилиньский университет
- Чанчуньский университет
- Чанчуньский политехнический университет
- Чанчуньский технологический университет
- Северо-восточный педагогический университет
- Цзилиньский сельскохозяйственный университет
- Чанчуньский педагогический университет
- Цзилиньский институт русского языка
- Цзилиньский институт иностранных языков
- Чанчуньский институт оптики, точной механики и физики при Академии наук Китая

## Спорт
В Чанчуне развиты как летние, так и зимние виды спорта. Команда «Чанчунь Ятай» выступает в первом дивизионе чемпионата Китая по футболу. 28 августа 2006 года в Чанчуне состоялся первый в истории Китая матч по игре в рашбол.
В 2007 году Чанчунь проводил открытие и закрытие Азиатских зимних игр.